# クリーブランドハイツ (オハイオ州)
クリーブランドハイツ（Cleveland Heights）は、アメリカ合衆国オハイオ州のカヤホガ郡にある都市。人口は4万5312人（2020年）。クリーブランドの東に隣接している。

## 歴史
1873年に地元の資産家ジョン・ロックフェラーが土地を購入し、高級住宅街として分譲した。1890年代、クリーブランドの路面電車が乗り入れ街は急速に発展した。1903年に村として法人化した。
1920年代から1940年代にかけてユダヤ系アメリカ人、第二次世界大戦後はアフリカ系アメリカ人が流入し、民族構成は多様化した。1960年以降は富裕層の流出が続いており、人口は減少傾向にある。
2020年アメリカ合衆国国勢調査によれば、市の人口の約4割はアフリカ系アメリカ人だった。

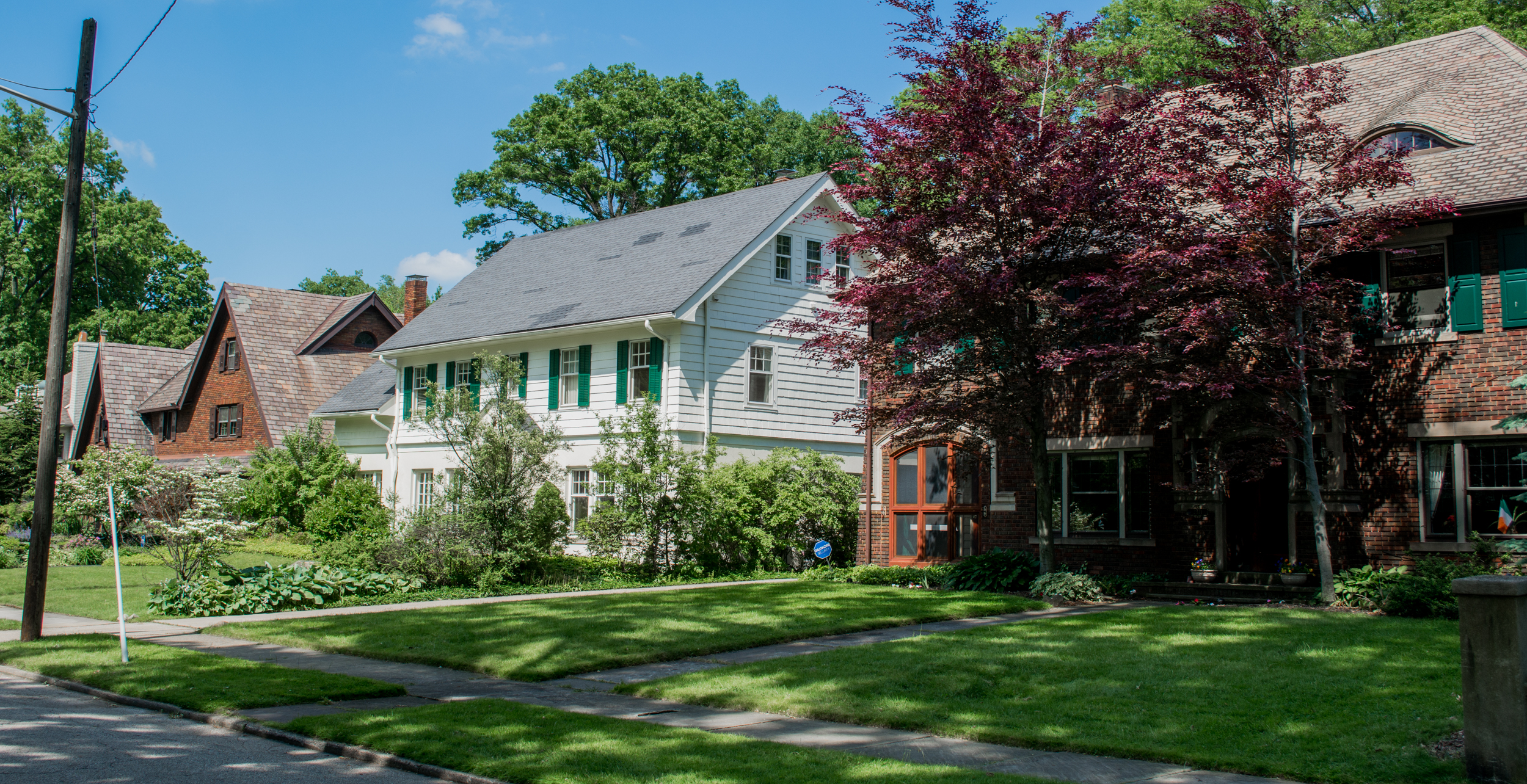
クリーブランドハイツの住宅街

## 関係者
- マーサ・チェイス：遺伝学者
- トラビス・ケルシー：アメリカンフットボール選手
- ジェイソン・ケルシー：アメリカンフットボール選手
- ポール・ニューマン：俳優
- ビル・ワターソン：漫画家
- デブラ・ウィンガー：女優